# زبان اشاره ترینیداد و توباگویی
زبان اشاره ترینیداد و توباگویی زبان اشاره‌ای است که توسط ناشنوایان و کم شنوایان در ترینیداد و توباگو استفاده می‌شود.